# Майя и Пайя (фильм)
«Майя и Пайя» — советский фильм-сказка 1990 года режиссёра Гунара Пиесиса по мотивам одноименной пьесы-сказки Анны Бригадере.

## Сюжет
Сказка о чудесных приключениях в подземном царстве двух сестёр: доброй, трудолюбивой и честной сироте Майе и избалованной, ленивой, завистливой и мстительной дочери свирепой мачехи Пайе. В подземном царстве их ждут всевозможные испытания, и в итоге каждая из них получает награду по заслугам.

## В ролях
- Элина Силиня — Майя
- Иева Савича — Пайя
- Лилита Озолиня — мачеха
- Инга Айзбалте — Лайма
- Эльза Радзиня — Лайма
- Герман Тихонов — Варис
- Эвалдс Валтерс — дед Вариса
- Арвидс Озолиньш — Каупиньш
- Петерис Лиепиньш — Самтцупере
- Дзинтра Клетниеце — ведьма
- Улдис Пуцитис — отец
- Антра Лиедскалныня — Зиле